# Molenstede
Molenstede is een dorp in de Belgische provincie Vlaams-Brabant en een deelgemeente van Diest.

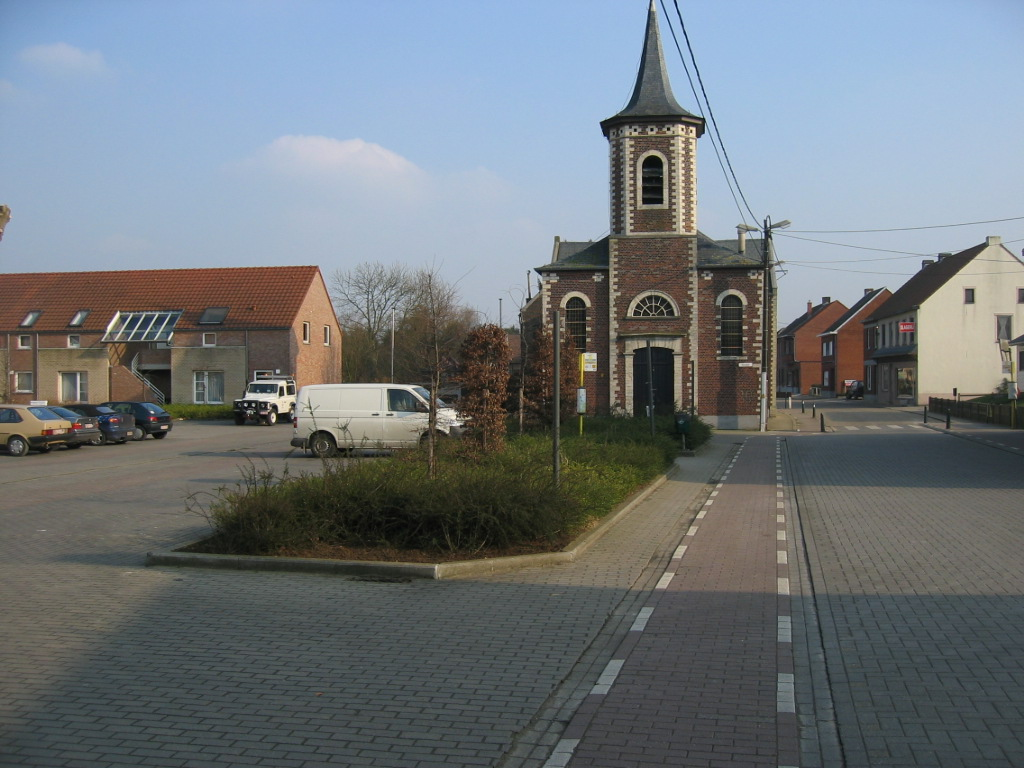
Dorpsplein en kerk van Molenstede

## Geschiedenis
Op de Ferrariskaart uit de jaren 1770 is de plaats weergegeven als het gehucht Molenstede langs het Swert Water.
Molenstede behoorde tot de gemeente Schaffen, tot het in 1900 werd afgesplitst als zelfstandige gemeente. In 1977 werd Molenstede een deelgemeente van de stad Diest.

## Geografie

### Ligging
De gemeente Molenstede is gelegen in het uiterste noordoosten van de provincie Vlaams-Brabant, in de overgangzone van de Zuiderkempen (in het zuiden van de provincies Antwerpen en Limburg) en het Hageland, dat zich verder naar het zuiden en het oosten uitstrekt. Beide voorgenoemde provincies bevinden zich op minder dan vijf kilometer van het dorpscentrum. Het dorp behoort bestuurlijk tot de stad Diest.

### Topografie
De topografie van het omgevende gebied wordt gekenmerkt door getuigenheuvels en Diestiaanruggen die door de Diestiaanzee werden gevormd, doorsneden met een aantal kleinere beken (Zwart water, Limietloop, Gerhagenloop) die allen in zuidoostelijke richting lopen. De beken vloeien lange tijd parallel met de vallei van de Demer. Molenstede is gelegen in de vallei van het Zwart water, tussen de akkers het Molenveld en de heuvelrug gevormd door de Kalenberg, Blaasberg, Grasbos en Eikelenberg. De noordelijke helling van deze heuvelrug vormt een cuestarug. Het cuestafront wordt gevormd door een zeer steile zone tot 40 meter hoog die uitkijkt boven de brede, vlakke Demervallei (de Molenstedebroek).

## Bezienswaardigheden
- Sint-Jozefkerk (neoclassicisme, 1838-1863)
- Sint-Martjakerk is een sobere moderne kerk, gelegen aan Turnhoutsebaan 58.
- Kasteel 't Zand
- Kasteel Remaks
- Fort Leopold
- Het beeld: "De goede lieden van Molenstede", gelegen op het Dorpsplein en gemaakt door de plaatselijke beeldhouwer Jan Peirelinck. Het werd ingehuldigd op 9 september 2007.

## Natuur
Molenstede ligt op de grens van de Zuiderkempen en het Hageland op een hoogte van 20-66 meter. De belangrijkste waterloop is het Zwart Water.
- Op de getuigenheuvels kan men vele aanplantingen met naaldbomen terugvinden. De meest aangeplante soort in het verleden is de grove den (Pinus sylvestris). Deze naaldboom is een typische boom voor de Kempen: het grootste deel van de arme zandgronden werden bebost met deze snelgroeier. De steile cuestafronten zijn dicht bebost (gemengd bos). In de lager gelegen beekvalleien kan men voornamelijk populieren, gewone vogelkers, hazelaar en haagbeuk terugvinden.
- In de Demervallei (Molenstedebroek) vinden we een ander vegetatietype terug. Het moerassige gebied profileert zich als een groene zone met broekbossen, vochtige weilanden op de iets hogere delen, en grote zones met populierenaanplantingen. In de natste delen van de vallei is de bodem zeer vochtig en venig: er is een zwarte moerassige laag waardoor de Molenstedebroek ongeschikt is voor de landbouw. Langs de Demer en oude meanders vinden we langgerekte rietvelden en bosjes. De ecologische waarde is hoog: verschillende zeldzame planten- en diersoorten kunnen er gevonden worden.
- Ten noordoosten van Molenstede ligt het natuurgebied Groot Asdonk.

## Demografie

### Urbanisatie
Het rustige en bosrijke karakter van het dorpje en de nabijheid van Diest leidde tot het ontstaan van residentiële wijken (ook wel de miljoenenkwartieren genoemd) in de bossen op de zuidelijke heuvels (vb.: van die residentiële villawijken zijn Grasbos, Kalenberg en Eikelenberg). In het zuiden en het westen van het dorp verschijnen anno 2005 nog steeds verschillende verkavelingen, al gaat het nu niet meer enkel over villawijken (deze wijken zijn Hongarijenstraat, Ganzenbeemd en Lintenberg). Dit fenomeen treedt op omwille van de suburbanisatie uitgaande van Diest. Het dorp heeft ondanks een klein aantal inwoners (meer dan 3000) toch een ontmoetingscentrum en een school.

## Demografische ontwikkeling
- Bronnen:NIS, Opm:1831 tot en met 1970=volkstellingen; 1976 = inwoneraantal op 31 december

## Cultuur

### Muziek
- De Koninklijke Fanfare Sint-Amandusvrienden is een bekende fanfare-vereniging.
- In 2011 werd door enkele Molenstedenaren muziekband The Me in You opgericht. Zij traden onder andere op op Pukkelpop.
- De Creedence Clearwater Revival-coverband Cosmo's Foger-t is grotendeels afkomstig uit Molenstede.
- Muzikaal weetje: Het lied "Marina" van Rocco Granata werd eind jaren 50 in café "Berkenhof" in Molenstede bedacht.

### Verenigingen
Bovendien heeft Molenstede een rijkelijk verenigingsleven met o.a. de Volleybalclub Molenstede, Chiro , Recreatieve Bewegingssporten Molenstede en Landelijke Gilde-afdeling, oud-leiding Chirojongens, KWB, KVLV, Mickey Club, de Eilandvissers, De Gouden Karper, VVV 90-93 Molenstede, Lokomotiv Molenstede, Wielertoeristenclub Molenstede, Heemkring Molenstede,...

## Mobiliteit
Molenstede behoort sinds 1977 bestuurlijk tot Diest, een stad met 23.973 inwoners (01/01/2019). Het dorp is enkel voorzien van één grote verkeersweg: de Noord-Zuid lopende N127(Turnhoutsebaan) van Diest naar Veerle.

## Sport
- Volleybalclub Molenstede
- Recreatieve Bewegingssporten Molenstede (Turnkring Don Bosco)
- VVV '90 - '93 Molenstede (Voetbal)
- WTC Molenstede (Wielrennen)
- Lokomotiv Molenstede (Wielrennen)

## Geboren in Molenstede
- Roger Baens (1933-2020), wielrenner
- Hugo Camps (1943-2022), journalist, columnist en publicist
- Liliane Saint-Pierre (1948), zangeres

## Nabijgelegen kernen
Okselaar, Diest, Averbode
Deelgemeenten: Deurne · Diest · Kaggevinne · Molenstede · Schaffen · Webbekom

Belgische gemeenten · Arrondissement Leuven · Vlaams-Brabant · Vlaanderen